# Jiří Jesenský
Jiří Jesenský (ur. 27 września 1905 w Pradze, zm. 24 października 1942 w Mauthausen (KL)) – czechosłowacki lekarz i szermierz, brązowy medalista mistrzostw świata.
Ukończył medycynę na Uniwersytecie Karola.
Podczas mistrzostw świata w Pieszczanach w 1938 roku reprezentacja Czechosłowacji w składzie: Hervarth Frass von Friedenfeldt, Jiří Jesenský, Jindřich Kakos, Bohuslav Kirchmann, Zdenko Rybka i František Vohryzek zdobyła brązowy medal we florecie drużynowym.
Brał udział w igrzyskach olimpijskich w Berlinie w 1936 roku, gdzie we florecie drużynowym i indywidualnym odpadł w ćwierćfinałach. Były to jego jedyne starty olimpijskie.
Po zajęciu Czechosłowacji przez III Rzeszę w trakcie II wojny światowej dołączył do czechosłowackiego ruchu oporu. Jednym z jego zadań była pomoc spadochroniarzom, którzy wzięli później udział w zamachu na Reinharda Heydricha. Po zamachu wraz z żoną został aresztowany, przewieziony do Mauthausen KL, a następnie rozstrzelany.